# Pulau Muna
Pulau Muna är en ö i Indonesien.   Den ligger i provinsen Sulawesi Tenggara, i den centrala delen av landet, 1 800 km öster om huvudstaden Jakarta. Arean är 2,9 kvadratkilometer.
Terrängen på Pulau Muna är lite kuperad. Öns högsta punkt är 385 meter över havet. Den sträcker sig 92,5 kilometer i nord-sydlig riktning, och 55,8 kilometer i öst-västlig riktning.  I omgivningarna runt Pulau Muna växer i huvudsak städsegrön lövskog.
Följande samhällen finns på Pulau Muna:
- Katabu